# Atalanta Planitia
Atalanta Planitia es una de las mayores y más profundas llanuras en la superficie de Venus.
De forma casi circular, se encuentra en el hemisferio norte de ese planeta y tiene una superficie superior a 1.500 km., alcanzando una profundidad de unos 2 km. Se presume que se originó a partir de la disminución de material en el manto superior debido a un proceso llamado downwelling.
El área, que se encuentra en una latitud de entre 50° a 75° grados Norte y 120° a 180° Este, fue explorada en detalle por el radar de la nave espacial Magallanes. Las mediciones confirman que se trata de una zona de tierras bajas. Antes de la Magallanes, la región era conocida por las imágenes de la sonda Pioneer Venus, Venera 15 y 16 que mostraban evidencias de que el área está limitada por una serie de crestas. 
Se encuentra rodeada por las coronas de Nightingale y Earhart en Tethus Regio al oeste, Tessera Ananké y Planitia Vellamo en el suroeste y por extensas crestas hacia el este. En el sur de la meseta se encuentra Planitia Ganik, al noroeste está delimitada por Planitia Louhi y al noreste por Dorsa Lukelong.
En la zona hay anomalías gravitatorias.